# Friedrich Daniel Treupel
Friedrich Daniel Treupel (* 16. März 1826 in Sinn (Hessen); † 14. Juni 1887 in Frankfurt am Main) war ein deutscher Gruben- und Hüttenbesitzer sowie Abgeordneter des Provinziallandtages Hessen-Nassau.

## Leben
Friedrich Daniel Treupel wurde als Sohn des Hüttenbesitzers Johann Heinrich Treupel und dessen Ehefrau Anna Maria Müller (1806–1872) geboren. Sein Großvater Daniel Treupel (1766–1840) war Förster und beantragte bei der herzoglich-nassauischen Hüttenverwaltung die Genehmigung zur Errichtung einer Eisenhütte bei Sinn, die im Jahre 1818 erteilt wurde.
Am 5. Juni 1855 heiratete er Katharina Wilhelmine Fuchs (1832–1904), mit der er den Sohn Gustav (1867–1926, Pharmakologe) hatte.
Treupel übernahm von seinem Vater die Neuhoffnungshütte und wurde 1859 Mitbegründer eines Dampfsägewerkes in Herborn. 
Er betätigte sich kommunalpolitisch und war bis 1871 Mitglied des Bezirksrates des Amtes Dillenburg. 
In den Jahren von 1868 bis 1871 war er Mitglied im Kommunallandtag Nassau des preußischen Regierungsbezirks Wiesbaden bzw. Abgeordneter des Provinziallandtages Hessen-Nassau, wo er im Ausschuss zur Errichtung eines Provinzialfonds saß. 
1867 und 1871 kandidierte er im Reichstagswahlkreis Regierungsbezirk Wiesbaden 5 als Mitglied der Nationalliberalen Partei für den Reichstag. 

## Öffentliche Ämter
- Vorsitzender und Mitbegründer des Herborner Turnvereins
- Gründungsmitglied und Direktor der Volksbank Herborn[2]
- 1865 Syndilkus der Industrie- und Handelskammer Dillenburg.